# Wydział Nauk o Kulturze Uniwersytetu Kazimierza Wielkiego w Bydgoszczy
Wydział Nauk o Kulturze Uniwersytetu Kazimierza Wielkiego w Bydgoszczy – jeden z 17 wydziałów Uniwersytetu Kazimierza Wielkiego w Bydgoszczy.

## Historia
Instytut Nauk o Kulturze powstał 1 października 2019 roku w ramach Kolegium I. Od roku akademickiego 2022/2023, wskutek zarządzenia Rektora UKW, Instytut funkcjonuje jako Wydział Nauk o Kulturze.

## Kierunki kształcenia
Dostępne kierunki:
- Kulturoznawstwo (studia I i II stopnia)[2][3]
- Kultur und Kommunikation (studia II stopnia)[4]

## Struktura organizacyjna
| Katedra                                 | Kierownik                        |
| --------------------------------------- | -------------------------------- |
| Katedra Badania Gier i Kultury Cyfrowej | dr hab. Piotr Siuda, prof. UKW   |
| Katedra Komparatystyki Kulturowej       | prof. dr hab. Monika Szczepaniak |
| Katedra Kultury Współczesnej            | prof. dr hab. Wojciech Tomasik   |

## Władze Wydziału
W kadencji 2024–2028:
| Stanowisko                 | Imię i nazwisko                   |
| -------------------------- | --------------------------------- |
| Dziekan                    | prof. dr hab. Piotr Zwierzchowski |
| Prodziekan ds. kształcenia | dr Elżbieta Nowikiewicz           |